# Croton cuyabensis
Espèce
Classification APG III (2009)
Croton cuyabensis est une espèce de plantes à fleurs du genre Croton et de la famille des Euphorbiaceae, présente au Brésil (Mato Grosso).